# Египетско-израильская война на истощение
Война́ на истоще́ние (ивр. מלחמת ההתשה‎, араб. حرب الاستنزاف‎) — война малой интенсивности между Египтом и Израилем в 1967—1970 годах. Была начата Египтом с целью возвращения Синайского полуострова, захваченного Израилем в ходе Шестидневной войны в 1967 году. Обычно считается, что война началась в марте 1969 года, но фактически первые боевые столкновения произошли через месяц после поражения Египта в Шестидневной войне. Велась в основном с помощью артиллерии и авиации. Война закончена подписанием соглашения о прекращении огня в 1970 году без территориальных изменений у сторон конфликта.

## Причины
Победа Армии обороны Израиля (ЦАХАЛ) и поражение египетской армии в Шестидневной войне 1967 года привели к тому, что в руках Израиля оказался Синайский полуостров вплоть до восточного берега Суэцкого канала, Западный Берег реки Иордан и Голанские высоты.
В ноябре 1967 года Совет Безопасности ООН единогласно принял резолюцию 242, в которой потребовал вывода израильских вооружённых сил с территорий оккупированных во время конфликта, призывал к немедленному прекращению всех агрессивных деклараций и всякого состояния войны, к признанию суверенитета, территориальной целостности и политической независимости всех государств региона, к признанию права каждого из этих государств жить в мире, имея безопасные и признанные границы, не подвергаясь угрозам и насилию.
Шведский дипломат при ООН Гуннар Ярринг совершил серию поездок на Ближнем Востоке в попытке сблизить позиции сторон. В мае 1968 года Египет согласился выполнить условия резолюции в том случае, если Израиль согласится отступить со всех оккупированных территорий. Признав резолюцию, Египет тем самым впервые безоговорочно признал право Израиля на существование. В ответ на признание резолюции, Египет получил поддержку ООН в своём требовании возвращения Синая. Организация освобождения Палестины (ООП) отклонила резолюцию, поскольку в ней речь шла только о «беженцах», однако при этом не рассматривалось их право на самоопределение. Сирия охарактеризовала план Ярринга как «предательство Арафата и ООП».
Израиль отверг миссию Ярринга как бессмысленную, и настаивал, что переговоры между сторонами должны предшествовать эвакуации с территорий. Израиль также выступил против поддержки египетским президентом Насером ООП, цель которой в то время заключалась в создании арабского государства на всей территории «освобождённой Палестины». Насер в ответ заявил, что если Израиль отказывается поддержать резолюцию 242, в то время как Египет поддерживает её, то у него нет иного выбора, кроме как «поддержать храбрых борцов сопротивления, которые хотят освободить свою землю».
Обоснование войны президентом Египта Насером приводится журналистом Мохамедом Хассанейном Хейкалом так:

Если действия врага приведут к потерям в 3000 человек в этой кампании, мы всё равно сможем продолжать борьбу, так как у нас имеются людские резервы. Если наши действия приведут к 10 000-м потерям врага, он будет вынужден прекратить сражаться, потому что у него нет людских резервов.— 
Насер считал, что если подвергать Израиль частым атакам с помощью артиллерии, диверсантов и авиации, это вынудит его постоянно держать под ружьём большое количество резервистов, что тяжело скажется на израильской экономике и сделает Израиль более уступчивым. Египетский президент отдал приказ о начале постоянных артобстрелов израильских позиций на восточном берегу канала. Шансы на успех в позиционной войне у Египта были лучше, чем у Израиля, где, помимо большого напряжения в экономике, общественное мнение было очень чувствительно к потерям на фронте. Армия обороны Израиля традиционно была сильна в быстрой манёвренной войне, а в данном случае ей навязывался другой тип конфликта.
Благодаря поставкам военной техники Советским Союзом Египет быстро возместил свои потери в войне. Помимо техники, в Египет были направлены сотни военных советников (ко времени начала войны в Египте находилось порядка 1500 советских военных советников). СССР возместил Египту его потери в авиации, а кроме того, поставил большое количество артиллерии и средств ПВО.

## Хронология событий
11 июля 1967 года произошёл морской бой между израильским эсминцем «Эйлат», двумя торпедным катерами и двумя египетскими торпедными катерами. В результате боя были потоплены оба египетских катера.
21 октября 1967 г. египетские ракетные катера потопили израильский эсминец «Эйлат», патрулировавший средиземноморское побережье Синая. Был убит 51 израильский моряк, ещё 97 были ранены. Египетские катера произвели залп, не выходя из своей гавани в Порт-Саиде.
Израиль в ответ нанёс артиллерийский удар по египетским нефтеперерабатывающим заводам в районе города Суэц. После этого обмена ударами в течение 11 месяцев на линии противостояния сохранялось относительное спокойствие.
21 марта 1968 года после десятков терактов ФАТХа, израильская армия провела операцию «Инферно» против базы ООП в поселке Караме на территорию Иордании. После серьёзных столкновений с иорданской армией израильтяне вернулись на свою территорию, ликвидировав опорный пункт ООП. В ходе данной операции произошло крупное танковое сражение, крупнейшее между 1967 и 1973 годами. Были подбиты десятки танков с обеих сторон.
В сентябре 1968 года Египет подверг израильский берег канала массированному артиллерийскому обстрелу, во время которого погибли 10 израильских солдат и 18 получили ранения. Следующий мощный артобстрел израильских позиций произошёл 26 октября. На этот раз 13 израильтян погибло, 34 получили ранения. АОИ в ответ обстреляла города Суэц и Исмаилию и опять нанесла удар по остаткам нефтеперерабатывающего завода. В ночь с 31 октября на 1 ноября небольшой отряд израильских десантников высадился с вертолётов в глубине египетской территории, в сотнях километров от Суэцкого канала. Они взорвали два важных моста через Нил и крупную, незадолго до того построенную советскими специалистами электротрансформаторную подстанцию в Наг-Хаммади (операция הֶלֶם «һелем» — «Шок»). Эти действия Израиля оказались очень эффективными, так как на фронте опять воцарилась тишина, которая продержалась до марта 1969 года. В это время стороны усиленно строили укрепления.
28 декабря 1968 года, в ответ на теракты НФОП (захват самолёта авиакомпании «Эль Аль», выполнявшего рейс по маршруту Рим — Тель-Авив, 22 июля 1968 года, и обстрел израильского самолёта в аэропорту Афины, в результате которого погиб гражданин Израиля, 26 декабря 1968 года) был проведен рейд на международный аэропорт Бейрута, в ходе которого были уничтожены 14 ливанских пассажирских самолётов, находившихся на аэродроме. СБ ООН осудил действия Израиля, противоречащие международному законодательству.

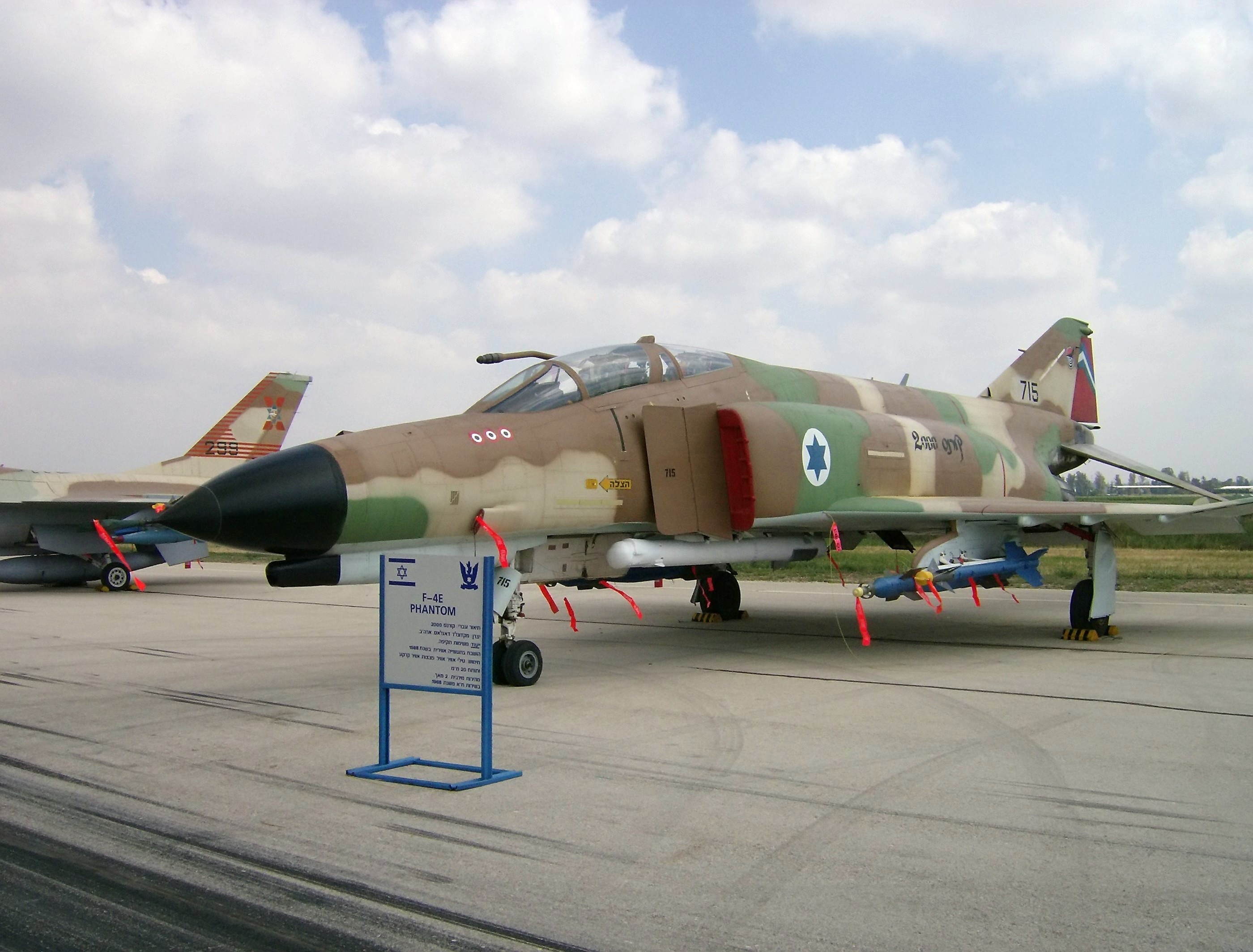
Участвовавший в бою самолёт F-4 Phantom II

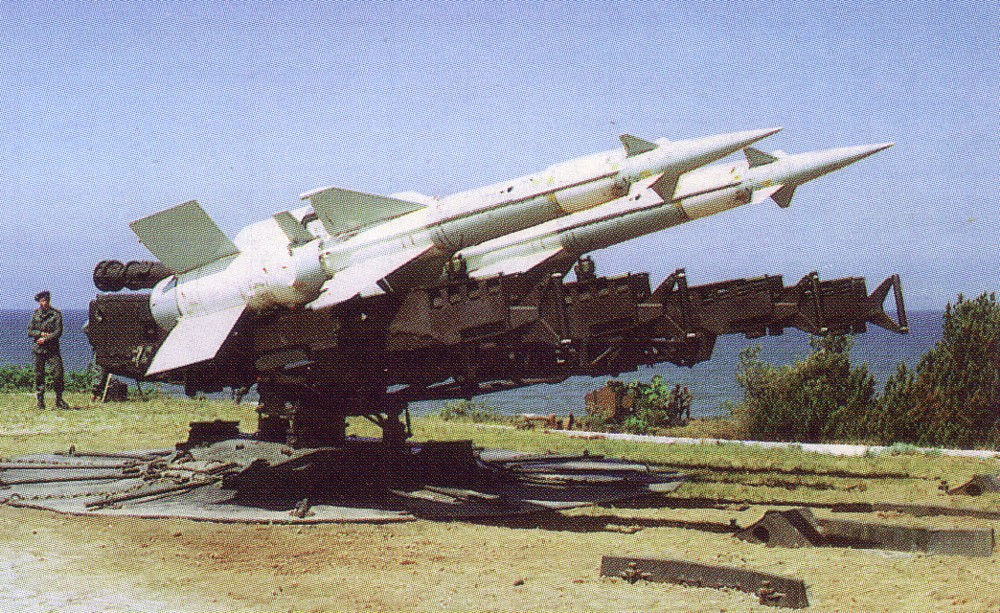
Пусковая установка ЗРК С-125

Франция после израильской атаки на пассажирские самолёты в Ливане наложила официальный запрет на поставку любого оружия в Израиль. В результате израильтянам пришлось «красть» у французов заказанную ранее и уже оплаченную технику.
4 января 1969 года израильские экипажи трёх уже построенных в Шербуре катеров «подняли израильские военно-морские флаги и беспрепятственно вышли в море. Назад они уже не вернулись».
В феврале 1969 Насер объявил об окончании ноябрьского прекращения огня. Вечером 8 марта египетская артиллерия вновь подвергла израильские позиции массированному обстрелу. В операции также принимали участие самолёты МиГ-21. Израильская артиллерия открыла ответный огонь. На следующий день, 9 марта, в результате прямого попадания израильского снаряда в блиндаж в районе Исмаилия погибли начальник египетского Генштаба генерал Абдул Риад и несколько сопровождавших его офицеров, прибывших на передовую для ознакомления с ситуацией на месте. После этого артиллерийские дуэли стали регулярными.
9 марта произошёл первый случай встречи израильских ВВС с советскими зенитчиками, в результате расчёт ЗРК под контролем советского советника сбил израильский самолёт-корректировщик Dornier Do 27, при этом один пилот был убит, а другой выжил.
Израильская авиация атаковала артиллерийские и ракетные батареи ПВО Египта. Израиль нёс небольшие, но регулярные потери, которые стали постоянно увеличиваться. За май, июнь и июль по некоторым данным убито 47 израильских солдат, а 157 было ранено; по другим источникам потери в мае — 51, июне — 89 и июле — 112.
21 мая 1969 года египетская авиация предприняла несколько налетов на израильские позиции, но израильтяне были готовы к этому. Три самолёта МиГ-21 были сбиты в воздушных дуэлях, а один МиГ стал жертвой ЗРК «Хок». Тогда египтяне решили начать широкомасштабную кампанию с воздуха, использовав всю свою наличную авиацию. Согласно Л. Иоффе, за период с мая по ноябрь 1969 года египетские ВВС потеряли 51 боевой самолёт. Из них 34 было сбито в воздушных боях, 9 — зенитными орудиями и 8 — ЗРК «Хок». Египет за весь 1969 год признал потерю 28 самолётов, включая по небоевым причинам.
9 июля 1969 рота египетских коммандос совершила рейд на другую сторону Суэцкого канала. Египтянам удалось прорваться к танковому парку и уничтожить от 2 до 5 танков «Центурион», убить 8 израильских солдат и 1 танкиста взять в плен. После чего коммандос вернулись на другой берег.
7 сентября 1969 года в ходе попытки израильского рейда из-за взрывы мины был потерян израильский подводный аппарат Майале. Погибло 3 из экипажа в 4 человек.
9 сентября 1969 израильтяне провели рейд на египетские позиции вдоль Суэцкого канала с использованием трофейной бронетехники советского производства. В ходе операции было убито 150 египетских солдат, включая одного генерала. С израильской стороны один солдат получил лёгкое ранение.
11 сентября 1969 египетская авиация нанесла массированный удар по израильским позициям на Синае, согласно утверждениям американских источников из 70 участвовавших самолётов 11 было потеряно. При этом израильские источники утверждали о 8 потерянных Египтом самолётах. Израильтяне потеряли не менее 1 самолёта в воздушном бою в этот день.
13 октября 1969 израильский разведывательный самолёт во время полёта возле Суэцкого канала был сбит ракетой израильского ЗРК «Хок», все 5 членов экипажа погибли.
В ночь с 15 на 16 ноября 1969 г. египетские боевые пловцы подорвали 3 израильских транспортных корабля в порту Эйлат (Hei Daroma и Daliya повреждены, Bat Yam затонуло).
27 декабря 1969 года израильский спецназ захватил на побережье Красного моря у египетской армии советскую радарную установку (РЛС) П-12, переправив её при помощи вертолётов на Синайский полуостров. Это была одна из самых дерзких операций в истории израильской армии; после этой операции был отправлен в отставку египетский командующий военным округом. Этот эпизод считается одним из поворотных моментов Войны на истощение, позволивших Израилю взять верх над Египтом.
В результате воздушного наступления, предпринятого во второй половине 1969 года, ВВС Израиля к началу 1970 года сумели значительно ослабить систему ПВО Египта.
В ночь с 24 на 25 декабря израильтяне провели операцию «Ноев ковчег» в ходе которой из французской верфи в Шербуре были угнаны в Израиль последние из ранее заказанных и оплаченных египтянами пяти торпедных катеров «Ягуар». Лишились постов два французских генерала.
В конце 1969 года начались переговоры между сверхдержавами о прекращении конфликта, но война продолжалась до августа 1970 года.
22 января 1970 года израильтяне совершили вылазку на египетский остров Шадван. В результате израильтянам удалось захватить у египетской армии британскую радарную установку Decca и грузовик с боеприпасами, также израильтяне утверждали что захватили 62 египетских солдата в плен. Через пару дней, когда трофейный грузовик попытались выгрузить в израильском порту Эйлат произошла детонация, в результате взрыва было убито более 40 израильтян и более 60 было ранено. Израильтяне заявили, что заминированная машина сыграла роль «Троянского коня».
26 января 1970 года отряд египетских коммандос совершили глубокий рейд в Синай, где по восточному направлению от Кантары на расстоянии более 30 км взорвали израильский радар. Погибших у израильтян не было, но было множество раненых.
В ночь с 4 на 5 февраля 1970 года египетские боевые пловцы подорвали два израильских корабля в порту Эйлат (транспортный корабль Bat Galim затонул, танкодесантный корабль Bat Sheva поврежден).
6 февраля 1970 года израильская авиация совершила налёт на египетские корабли возле Хургады. В результате налёта был потоплен египетский тральщик El Minya.
9 февраля 1970 года египетская авиация нанесла авиаудары по израильским позициям на берегу Суэцкого канала, было убито 4 израильских солдата, ещё 7 солдат и гражданских было ранено. В воздушном бою был сбит по меньшей мере один израильский истребитель.
12 февраля 1970 года во время налета израильской авиации на радиолокационную станцию из-за ошибки целеуказания был обстрелян металлургический завод в Абу-Заабале (погибло около 70 рабочих), построенный при участии советских специалистов. Министр обороны Израиля Моше Даян через Красный Крест проинформировал власти Египта о размещенной на объекте бомбе отложенного действия, а израильское правительство после этого случая запретило удары по объектам в пределах 20 км от центра Каира. После этого случая, а также бомбёжки школы 8 апреля в деревне Бахр эль-Бакр, где было убито 46 детей, президент Египта Насер вынужден был обратиться к Москве с просьбой о создании «эффективного ракетного щита» против израильской авиации и посылке в Египет регулярных советских частей противовоздушной обороны и авиации (хотя связь удара по школе 8 апреля с прибытием советских военнослужащих в Египет месяцем ранее остаётся неясной).
Эта просьба была удовлетворена. 9 января 1970 года в Каир прибыла оперативная группа министерства обороны СССР во главе с главнокомандующим войсками ПВО страны П. Ф. Батицким для того, чтобы подготовить места дислокации для советских воинских частей. В Египет было направлено 32 тысяч советских солдат и офицеров (операция «Кавказ») — 18-я особая зенитно-ракетная дивизия, 135-й истребительный авиационный полк и 35-я отдельная истребительная авиационная эскадрилья.

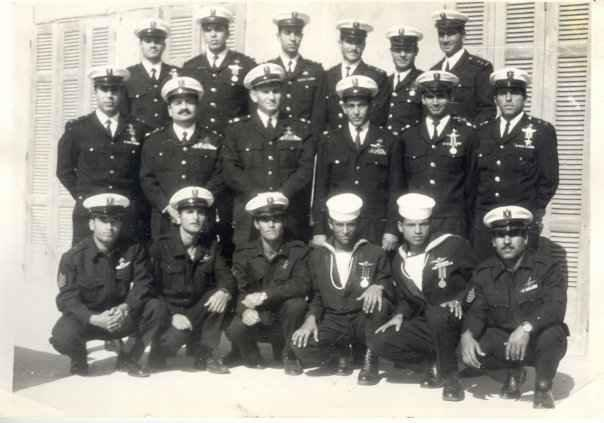
Египетские боевые пловцы, подорвавшие несколько израильских кораблей в порту Эйлат

5 и 8 марта 1970 года в порт Александрия на теплоходах «Роза Люксембург» и «Георгий Чичерин» прибыли первые советские подразделения ПВО. Зенитно-ракетными частями командовал генерал-майор П. Г. Смирнов, а полками истребительной авиации — генерал-майор авиации Г. У. Дольников.
Советские войска прибыли из города Николаева тайно — офицеры, солдаты и сержанты сдавали личные документы, переодевались в гражданскую одежду, а по прибытии в Египет — в форму египетской армии. Погрузка и разгрузка личного состава и боевой техники, а также все марши к стартовым позициям проходили только ночью. В светлое время суток войска находились в так называемых «отстойниках», строго соблюдая маскировку. Однако несмотря на это, уже через несколько дней в западной печати появились сведения о советском присутствии в Египте, включая точные координаты позиций советских зенитчиков. Израильское радио начало передачи на русском языке «специально для советских воинов». По оценкам американских экспертов, в первых числах марта 1970 года в Египет прибыло 1500 советских военнослужащих с зенитно-ракетными комплексами и 150—200 лётчиков истребительной авиации. К концу года количество личного состава увеличилось до 15—20 тысяч человек. Всего в районах Каира, Александрии, Асуана, в зоне канала и других местах был развернут 21 советский зенитно-ракетный дивизион. На военных аэродромах близ Каира, Александрии и Асуана базировались два полка советских истребителей-перехватчиков МиГ-21. Советские войска составили главную силу в отражении ожесточённых израильских авианалётов на Египет, которые возобновились летом 1970 года.
В ночь с 7 на 8 марта 1970 года египетские боевые пловцы подорвали израильскую нефтеналивную баржу.
10 мая 1970 года Моше Даян объявил, что «Израиль не позволит установить ракетную систему САМ-2 на Суэцком канале». В первую неделю июня египетская система ПВО на фронте канала сбила 10 израильских самолётов. Эта неделя получила название недели «падения самолётов».
13 мая 1970 года египетские ракетные катера проекта № 183 потопили израильский рыболовный корабль Orith, направляющийся в сторону Порт-Саида. Из 4 человек, находившихся на борту, 2 погибли и 2 выжили.
16 мая 1970 года израильская авиация атаковала египетский порт Рас Банас. В результате атаки был потоплен египетский эсминец El Qahar (бывший британский HMS Myngs).
30 мая 1970 на Синае произошёл крупный бой, две израильских колонны бронетехники были атакованы 70-ю египетскими коммандос. В результате боя колонны были разгромлены, израильтяне потеряли 2 танка, 2 бронемашины, 18 солдат убитыми, 3 пленными и 6 ранеными.
18 июля 1970 года на советскую зенитно-ракетную группировку осуществили налёт 24 израильских «Фантома». Советские зенитчики уничтожили два самолёта противника и подбили ещё один. Тем не менее в результате прямого попадания снаряда в советскую пусковую установку в момент её перезаряжания и взрыва ракеты погибло 8 советских военнослужащих.
3 августа несколько израильских самолётов опять было поражено советскими зенитчиками, при этом два пилота попало в плен.
В общей сложности с 30 июня по 3 августа ВВС Израиля потеряли от действий советских зенитчиков от 5 самолётов сбитыми (израильские данные) до 9 сбитых и 3 повреждённых (советские данные). Есть и более высокие данные: сбито 25 израильских самолётов ценой 6 уничтоженных и 3 повреждённых ЗРК[каких?]. По оценке израильских источников, летом 1970 года ВВС Израиля утратили превосходство в воздухе над западным берегом Суэцкого канала. Советские лётчики действовали менее успешно — в единственном крупном воздушном бою 30 июля с их участием было потеряно 4—5 истребителей МиГ-21, израильская сторона потерь не понесла (лишь один самолёт был повреждён). Последнее воздушное столкновение произошло 7 августа, когда пара советских МиГ-21 принудила к посадке на Синайском полуострове израильский самолёт-разведчик, экипаж которого был взят в плен (хотя Синайский полуостров в тот момент контролировался Израилем).

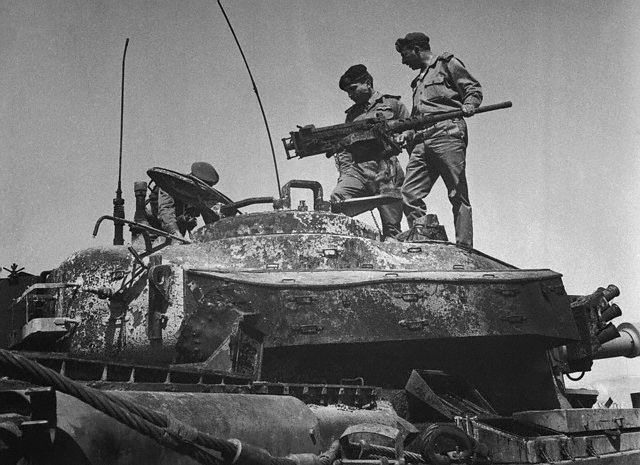
Король Хуссейн осматривает уничтоженный израильский танк «Центурион»

Взволнованный увеличивающимся советским военным присутствием, Вашингтон потребовал от Израиля заключить перемирие. При этом министр обороны Израиля Моше Даян заявил что израильская авиация была не в состоянии уничтожить зенитно-ракетные комплексы, управляемые советскими расчётами. 7 августа 1970 года на египетском фронте было заключено перемирие. Обе стороны рассматривали прекращение огня как свою победу. Синайский полуостров остался под контролем Израиля.

## Потери сторон
С момента окончания Шестидневной войны в июне 1967 года и до 8 августа 1970 года согласно официальным данным Министерства иностранных дел Израиля израильские потери составили 1424 военнослужащих срочной службы и резерва убитыми на всех фронтах. Также погибли 127 гражданских лиц, более 3 тысяч получили ранения. Согласно заявлениям некоторых американских источников, ссылающихся на неопределённые данные, потери израильских солдат могли составлять 594 убитыми, из которых 367 могло быть убито на египетском фронте и 999 на нём ранено. Согласно арабским источникам, израильские потери в бронетехнике составили 72 танка, 119 БТР и 81 гаубица и миномёт. Кроме этого были выведены из строя восемь израильских РЛС.
Согласно израильским источникам, всего за 1141 день «Войны на истощение» «ВВС Израиля сбили 113 египетских самолётов и ещё 25 было сбито средствами ПВО — ракетами и зенитной артиллерией», потеряв 4 самолёта в воздушных боях, и 13 — сбитых средствами ПВО противника.
Точные данные советских потерь неизвестны. Только после распада Советского Союза и начала борьбы советских ветеранов Войны на истощение за их признание и социальные права стала известна часть имен погибших. Официальных данных до сих пор не обнародовано. Неизвестно количество раненых. Потери советской стороны в технике основываются лишь на частичных данных израильской стороны, но с распространением Интернета появляются публикации воспоминаний ветеранов, проливающие свет на вопрос об объёмах советских потерь. Согласно этим данным, в рассматриваемый период, с 1 июля 1967 по 7 августа 1970 года по всем причинам погибло 33 советских военнослужащих.
По официальным египетским данным (генерал Саад аль-Шазли) Египет потерял в ходе боевых действий 2882 солдат и мирных жителей погибшими и 6285 ранеными. По западным оценкам, египтяне потеряли 5000 человек погибшими, по израильской оценке - 10 000 человек.

## Последствия
В конце июля 1970 года в Египте приняли решение поддержать мирный план американского государственного секретаря Уильяма Роджерса, предусматривавший немедленное прекращение огня и отступление Израиля со всех оккупированных территорий согласно резолюции Совета Безопасности 242. Сразу за Египтом Иордания заявила, что принимает «план Роджерса». Израильское правительство во главе с Голдой Меир план не приняло. В рамках противодействия плану впервые было мобилизовано произраильское лобби в США, чтобы оказать давление на администрацию Никсона. В ходе общественной кампании Роджерс был обвинен в антисемитизме. План Роджерса не приняла и ООП, леворадикальные группировки в которой противились любому соглашению с Израилем.

П. С. Кутахов

1 августа 1970 года в Каир прилетел командующий ВВС СССР маршал Павел Кутахов. 2 августа он отдал приказ о прекращении полётов МиГов в зоне Суэцкого канала до выяснения всех обстоятельств гибели трёх советских пилотов. 5 августа Израиль вышел с предложениями начать переговоры, чтобы заключить перемирие с ОАР. Египет согласился и прекращение огня вступило в силу в полночь с 7 на 8 августа 1970 года. Советские войска оставались в Египте ещё 2 года. Перемирие же продержалось (не считая нескольких эксцессов) до октября 1973 года.